# Keep In Mind
Keep In Mind är en svensk pop/rockgrupp från Göteborgsområdet som bildades 1979 av Lars Nyrén och Sture Kvillert. 1983 kom Isabella Nyrén med i gruppen. Keep In Mind har gjort över 300 låtar och har genomfört över 200 konserter, de flesta genom den Ideella "Föreningen KIM" som de startade 1998. De senaste åren har "Föreningen KIM" fått stipendium av Stena A Olssons stiftelse för att genomföra arrangemang för handikappomsorgen. Mellan 1979 och 1996 gjordes 18 kassettband med egenskriven musik. Från och med 1997 har det givits ut 12 CD-skivor varav 1 dubbel, 1 DVD & 1 maxisingel, vilka står här i diskografin. På streamingtjänsterna finns också en mängd singlar utgivna. På Youtube finns över 100 musikvideor.  

## Medlemmar
- Lars Nyrén: gitarr, keyboards, bakgrundssång & dataprogrammering m.m.
- Isabella Nyrén: sång.
- Sture Kvillert: gitarr, bakgrundssång & dataprogrammering

## Tidigare medlemmar
- Urban Ericsson: gitarr, bakgrundssång
- Peter Östlund: gitarr

## Diskografi

### CD: Crazy enough
- - 1. Crazy enough
  - 2. Liar
  - 3. Real face
  - 4. Follow the river
  - 5. Gold of love
  - 6. Covid-19
  - 7. Give me your smile
  - 8. Alluring sound
  - 9. December rain
  - 10. Optimistic pessimist
  - 11. Sunshine
  - 12. A shadow after me
  - 13. The bird
  - 14. Broken glass

Inspelad 2020-2021 Producerad och utgiven Juli, 2021
Isabella Nyrén: Sång
Lars Nyrén: Keyboards, b.sång, data programmering.
Sture Kvillert: Gitarr, b.sång, data programmering.
Text: Isabella Nyrén
Musik: Lars Nyrén & Sture Kvillert

### CD: Unreleased songs 83-90 2
- - 1. Our invitation
  - 2. Tough world
  - 3. U got no reason 2
  - 4. Life
  - 5. Time will come
  - 6. Under the stars
  - 7. Don´t turn around
  - 8. If you knew me now
  - 9. PIM 3
  - 10. Dreamvisions
  - 11. Lucky star
  - 12. A shadow after me
  - 13. The bird
  - 14. Springtime

Inspelad 2017-2019 Producerad och utgiven 2019
Isabella Nyrén: Sång
Lars Nyrén: Keyboards, b.sång, data programmering.
Sture Kvillert: Gitarr, b.sång, data programmering.
Text: Isabella Nyrén
Musik: Lars Nyrén & Sture Kvillert

### CD: Unreleased songs 83-90 1
- - 1. Living in a crazy world
  - 2. Little God
  - 3. Goodmorning day
  - 4. New sounds
  - 5. Only love
  - 6. Colorful world
  - 7. When the storm coming in
  - 8. Q8-90
  - 9. Let me be the one
  - 10. To feel alive
  - 11. PIM 2
  - 12. Always on the run
  - 13. Heaven´s by my side
  - 14. When you are near

Inspelad 2017-2019 Producerad och utgiven 2019
Isabella Nyrén: Sång
Lars Nyrén: Keyboards, b.sång, data programmering.
Sture Kvillert: Gitarr, b.sång, data programmering.
Text: Isabella Nyrén
Musik: Lars Nyrén & Sture Kvillert

### CD: Time
- - 1. Wrap your love around me
  - 2. Lost the target
  - 3. Time
  - 4. Nothing
  - 5. Believer
  - 6. Stay stay stay
  - 7. Out in the blue
  - 8. Salty or sweet
  - 9. The last summerday
  - 10. Drop dead
  - 11. Crash day
  - 12. Strange mood

Producerad & utgiven 2018.
Isabella Nyrén: Sång
Lars Nyrén: Keyboards, gitarr, b.sång, data programmering.
Text: Isabella Nyrén
Musik: Lars Nyrén

### CD: Too close to the edge
- - 1. What if I
  - 2. Let it go
  - 3. Every second counts
  - 4. More outside less inside
  - 5. From this moment
  - 6. The big big boom
  - 7. No speed limit
  - 8. Butterfly
  - 9. Too close to the edge
  - 10. It´s your turn now

Producerad & utgiven 2016.
Isabella Nyrén: Sång
Lars Nyrén: Keyboards, gitarr, b.sång, data programmering.
Text: Isabella Nyrén
Musik: Lars Nyrén

### CD: Ment to be
- - 1. Never too late
  - 2. Trouble on his way
  - 3. The light
  - 4. Ment to be
  - 5. Italy-83
  - 6. Running up falling down
  - 7. Such a strange day
  - 8. Ready to say
  - 9. Your love gives me wings
  - 10. Slowly moving
  - 11. On my way home
  - 12. Music painted me
  - 13. The horror house
  - 14. Give and take
  - 15. Forever: I.Where am I now? II.Forever III.Home again
  - 16.Christmas spirit

Inspelad 2010 - 2014. Producerad & utgiven 2014.
Isabella Nyrén: Sång
Lars Nyrén: Keyboards, gitarr, b.sång, data programmering.
Text: Isabella Nyrén
Musik: Lars Nyrén

### DVD: Embraced by life (The DVD)
1. Rain comes
2. Tears falling
3. It´s a good day
4. Not a happy soul
5. No, I wouldn´t mind
6. Embraced
7. Not your tears
8. Wings
9. Will you ever know who I am
10. Autumn
11. Not the same pace
12. Me
13. Calling out
14. Resturn to zero
15. Who´s the one
16. Amy´s song
17. The loving words
18. Garden of love
19. It´s techno f*****g rock
20. Ten dreams

Släppt i mars 2014
Isabella Nyrén: Sång
Lars Nyrén: Gitarr, keyboards, b.sång, data programmering.
Text: Isabella Nyrén
Musik: Lars Nyrén

### Double CD: Embraced by life
- - CD 1
  - 1. Tears falling
  - 2. Rain comes
  - 3. Calling out
  - 4. No, I wouldn't mind
  - 5. Not the same pace
  - 6. Will you ever know who I am
  - 7. Embraced
  - 8. Me
  - 9. Who's the one
  - 10. The world is spinning too slow
  - The agent movie soundtrack:
  - 11. Like an eagle
  - 12. Beverly hills cup of tea

- - CD 2
  - 1. Not your tears
  - 2. Garden of love
  - 3. Amy's song
  - 4. It's a good day
  - 5. Why don't you
  - 6. It's techno f*****g rock!!!
  - 7. Not a happy soul
  - 8. The loving words
  - Re-recorded songs:
  - 9. Return to zero  (original 1994)
  - 10. Autumn  (original 1988)
  - 11. Ten dreams  (original 1994)
  - 12. Wings  (original 1994)

Släppt i maj 2012 
Isabella Nyrén: Sång
Lars Nyrén: Gitarr, keyboards, b.sång, data programmering.
Text: Isabella Nyrén
Musik: Lars Nyrén

### CD: Be my wall
- - 1. Knock on my door
  - 2. Life a risk to take
  - 3. Breath in breath out
  - 4. Be my wall
  - 5. Angel of the night
  - 6. Drop the bomb
  - 7. Late September boy
  - 8. Don't change my words
  - 9. You don't talk
  - 10. Set your soul free...
  - 11. ...and let the music speak
  - 12. Change my mind
  - 13. You can't take my heart out of there

Inspelad och producerad 2008/2009 Släppt i maj 2009
Isabella Nyrén: Sång
Lars Nyrén: Keyboards, b.sång, data programmering.
Sture Kvillert: Gitarr, b.sång, data programmering.
Text: Isabella Nyrén
Musik: Lars Nyrén & Sture Kvillert

### CD: Be Yourself
- - 1. Blame it on me
  - 2. A new lifestyle
  - 3. Be Yourself
  - 4. Thousand times
  - 5. I don't wanna know
  - 6. I take it back
  - 7. The angry God
  - 8. I love it now
  - 9. Make a wish
  - 10. Perfect
  - 11. Summerdays
  - 12. A new lifestyle (full version)
  - 13. Im tired my love

Släppt i september 2005
Isabella Nyrén: Sång
Lars Nyrén: Keyboards, b.sång, data programmering.
Sture Kvillert: Gitarr, b.sång, data programmering.
Matilda Olsson - Cello på låt 4 & 9
Text: Isabella Nyrén
Musik: Lars Nyrén & Sture Kvillert

### CD: listen.to/kim.music
- - 1. Once in a lifetime
  - 2. (Sorry) That's the one I am
  - 3. The only one
  - 4. The moon could see
  - 5. The moon could see partII&III
  - 6. So much - so little
  - 7. 11 september 2001
  - 8. Lost
  - 9. Annoying
  - 10. listen.to/kim.music
  - 11. Merja
  - 12. Try
  - 13. A place to call home
  - 14. Walking on the rainbow

Inspelad och producerad 2001 / 2002 Utgiven 2002
Isabella Nyrén: Sång
Lars Nyrén: Keyboards, b.sång, data programmering.
Sture Kvillert: Gitarr, b.sång, data programmering.
Bo Ljungcrantz: Trummor på låt: 1,3,8,11,14
Lars Arnold: Bas på låt: 1,3,8,11,14
Ylva Wåhlstedt: Violin på låt 14
Michael Thorén: E-bow på låt 8
Text: Isabella Nyrén
Design: Claes Engwall

### Maxi-singel: Walking On The Rainbow
- - 1. Walking on the rainbow
  - 2. Once in a lifetime
  - 3. No big deal
  - 4. Why didn't I

Inspelad maj - oktober 1999. Släppt 2000.
Isabella Nyrén: Sång
Lars Nyrén: Keyboards.
Sture Kvillert: Gitarr.
Bo Ljungcrantz: Trummor.
Lars Arnold: Bas.
Ylva Wåhlstedt: Violin.
Text: Isabella Nyrén
Musik: Lars Nyrén & Sture Kvillert

### CD: Keep In Mind
- - 1. My Window
  - 2. Shine Again
  - 3. The Soul
  - 4. Trust
  - 5. No Big Deal
  - 6. Heaven Exist Nomore
  - 7. Brooken Pride
  - 8. Crazy
  - 9. First Try
  - 10. Second Chance
  - 11. Hold Me
  - 12. Best Friend

Inspelad och släppt 1997
Isabella Nyrén: Sång
Lars Nyrén: Keyboards & data programmering
Sture Kvillert: Gitarr & data programmering
Text: Isabella Nyrén
Musik: Lars Nyrén & Sture Kvillert